# Rädda Storsjön
Rädda Storsjön var en förening vars huvudmål var att begränsa de miljöskadliga utsläppen i sjön Storsjön i Gästrikland. Rädda Storsjön startades i slutet av 1960-talet av människor med hus och fritidshus runt den då relativt förorenade sjön. Föreningen lades ned efter att bland annat pappersmassafabriken i Gästrike-Hammarby lade ned sin verksamhet, något som föreningen kämpat för i åratal.